# Muzeum Historyczne na Krecie
Muzeum Historyczne na Krecie (gr. Ιστορικό Μουσείο Κρήτης) – muzeum historyczne znajdujące się w Heraklion na Krecie. Muzeum prezentuje eksponaty związane ściśle z historią Kreta od czasów wczesnego chrześcijaństwa do czasów współczesnych.
Muzeum zostało założone w 1953 roku przez Towarzystwo Historyczne Krety. Muzeum mieści się w dwóch budynkach; w drugopietrowym, neoklasycystycznym budynku, zbudowanym w 1903 roku na miejscu wcześniejszego należącego do rodziny Kalokierinos oraz w nowoczesnym budynku zaprojektowanym przez K. Tsandirakisa.
Pierwotnie muzeum miało gromadzić cenne archeologiczne, etnograficzne i historyczne artefakty pochodzące ze średniowiecznego i współczesnego okresu z historii Krety. Z biegiem lat i poszerzania zbiorów muzeum rozszerzyło swoje cele angażując się w rozwój kulturalny, edukacyjny i prace badawcze.
Do najcenniejszych eksponatów muzeum należy jeden z pierwszych obrazów El Greca pt. Góra Synaj